# Binaced
Binaced es un municipio y localidad española de la provincia de Huesca, en la comunidad autónoma de Aragón. Cuenta con una población de 1601 habitantes (INE 2024). Además de Binaced, el municipio incluye la localidad de Valcarca.

## Toponimia
El nombre Binaced procede del término árabe بنا زيد, bina' zayd ‘edificio de Zayd’. La existencia en Aragón de diversos topónimos que incluyen el nombre propio Zayd (Beceite, Calaceite, Zaidín, La Zaida, Vinaceite, etc.), así como el distrito -iqlim- de Zaydún al sur de la Marca Superior, sugiere la presencia de la minoría chií zaydí en los distritos al este de Zaragoza.

## Símbolos
- El escudo es cortado: primero, de gules, la Cruz de plata y ocho puntas; segundo, de plata, tres árboles olivo, de sinople, puesto en faja.
- La bandera se representa en un paño cuyas proporciones son de una longitud equivalente a tres medios de su anchura, partido en diagonal, del ángulo superior al batiente al inferior al asta: el superior rojo, con la cruz de ocho puntas blanca, y el inferior blanco con un árbol verde, arraigado de dos raigones.

## Demografía
Binaced cuenta con una población de 1601 habitantes (INE 2024).
| Gráfica de evolución demográfica de Binaced entre 1842 y 2021                                                       |
| |
| Población de derecho según los censos de población del INE Población de hecho según los censos de población del INE |

## Administración y política
| Período         | Alcalde                   | Partido |  |
| --------------- | ------------------------- | ------- |  |
| 1979-1981       | Francisco Pallás Barrau   | AP      |  |
| 1981-1983       | José María Delgado Alvira | AP      |  |
| 1983-1987       | Isidro Guillen Fornies    | PAR     |  |
| 1987-1991       | Isidro Guillen Fornies    | PAR     |  |
| 1991-1995       | José Usieto Garreta       | PAR     |  |
| 1995-1999       | José Usieto Garreta       | PAR     |  |
| 1999-2003       | Noemí Fortón Citoler      | PP      |  |
| 2003-2007       | Laura Mora Delgado        | PSOE    |  |
| 2007-2011       | Laura Mora Delgado        | PSOE    |  |
| 2011-2015       | Matilde Herbera Ibarz     | PAR     |  |
| 2015-2019       | Juan José Latre Ferris    | PSOE    |  |
| 2019-2023       | Juan José Latre Ferris    | PSOE    |  |
| 2023-actualidad | Javier Sorinas Citoler    | PP      |  |

| Partido político    | Partido político                                   | 2003   | 2007   | 2011   | 2015   | 2019   | 2023   |
| Partido político    | Partido político                                   | Ediles | Ediles | Ediles | Ediles | Ediles | Ediles |
|                     | Partido de los Socialistas de Aragón (PSOE-Aragón) | 5      | 5      | 4      | 5      | 5      | 4      |
|                     | Partido Aragonés (PAR)                             | 1      | 2      | 3      | 3      | —      | —      |
|                     | Partido Popular de Aragón (PP)                     | 3      | 2      | 2      | 1      | 1      | 3      |
|                     | Grupo Municipal Libre Binaced-Valcarca (GMLIBA)    | —      | —      | —      | —      | 3      | 2      |
| Total de concejales | Total de concejales                                | 9      | 9      | 9      | 9      | 9      | 9      |

## Fiestas
- San Marcos (25 de abril)
- Santa Ana (26 de julio)

## Localidades hermanadas
- Lherm, Francia.[8]